# Hugo Lacava Schell
Hugo Nelson Lacava Schell (Conchillas, 30 agosto 1955) è un ex calciatore uruguaiano, di ruolo centrocampista.